# Rhynchothorax alcicornis
Rhynchothorax alcicornis is een zeespin uit de familie Rhynchothoracidae. De soort behoort tot het geslacht Rhynchothorax. Rhynchothorax alcicornis werd in 1973 voor het eerst wetenschappelijk beschreven door Krapp. 